# Schmitzdörfgen
Schmitzdörfgen ist ein Ortsteil der Gemeinde Ruppichteroth im Rhein-Sieg-Kreis in Nordrhein-Westfalen. Bis zum 1. August 1969 war Schmitzdörfgen ein Ortsteil der damals eigenständigen Gemeinde Winterscheid.

## Geographie
Der Weiler liegt im Derenbachtal. Nachbarorte sind Derenbach im Nordosten,  Holenfeld im Osten, Baumhof im Süden und Bechlingen im Nordwesten. 

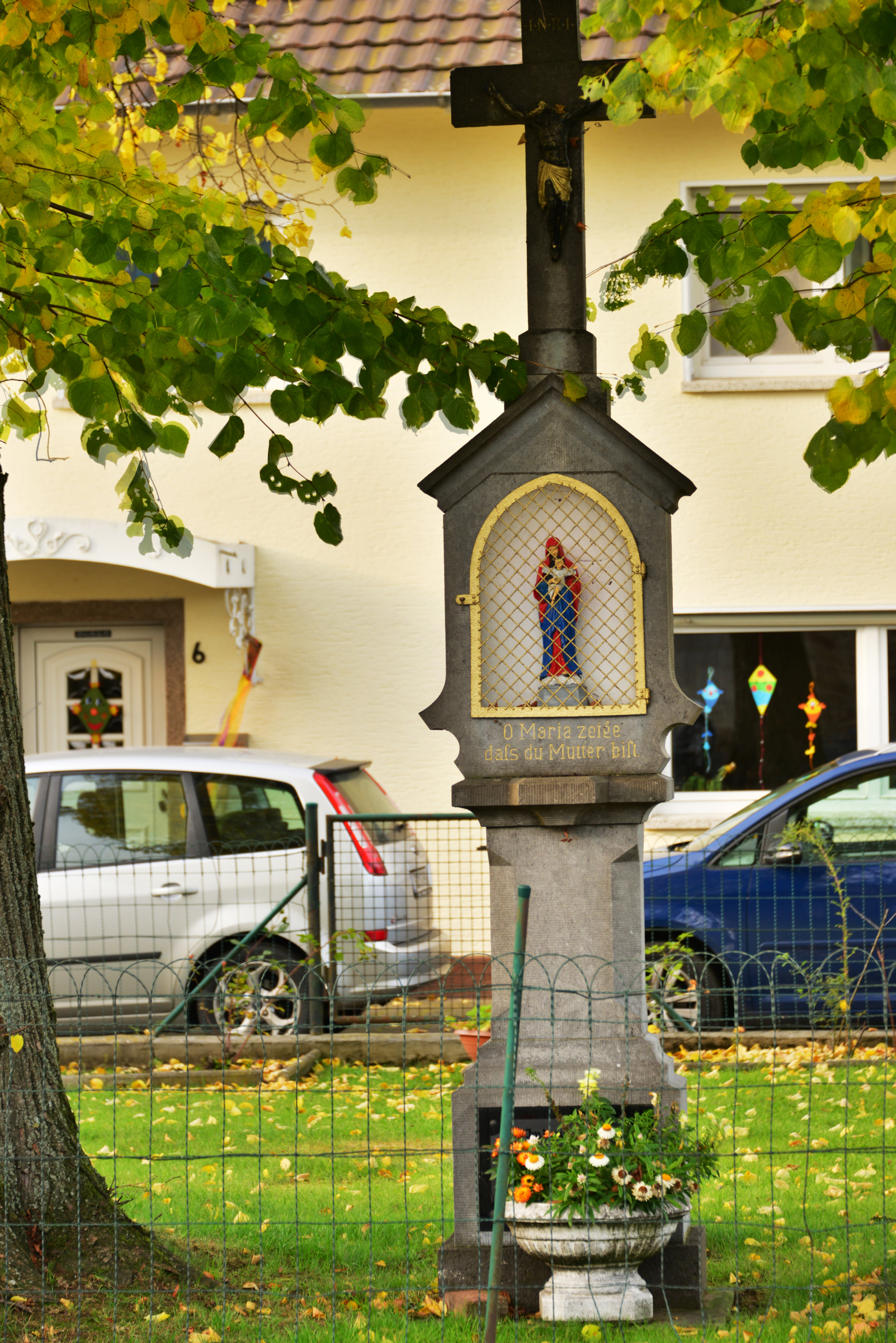
Wegkreuz in Schmitzdörfgen
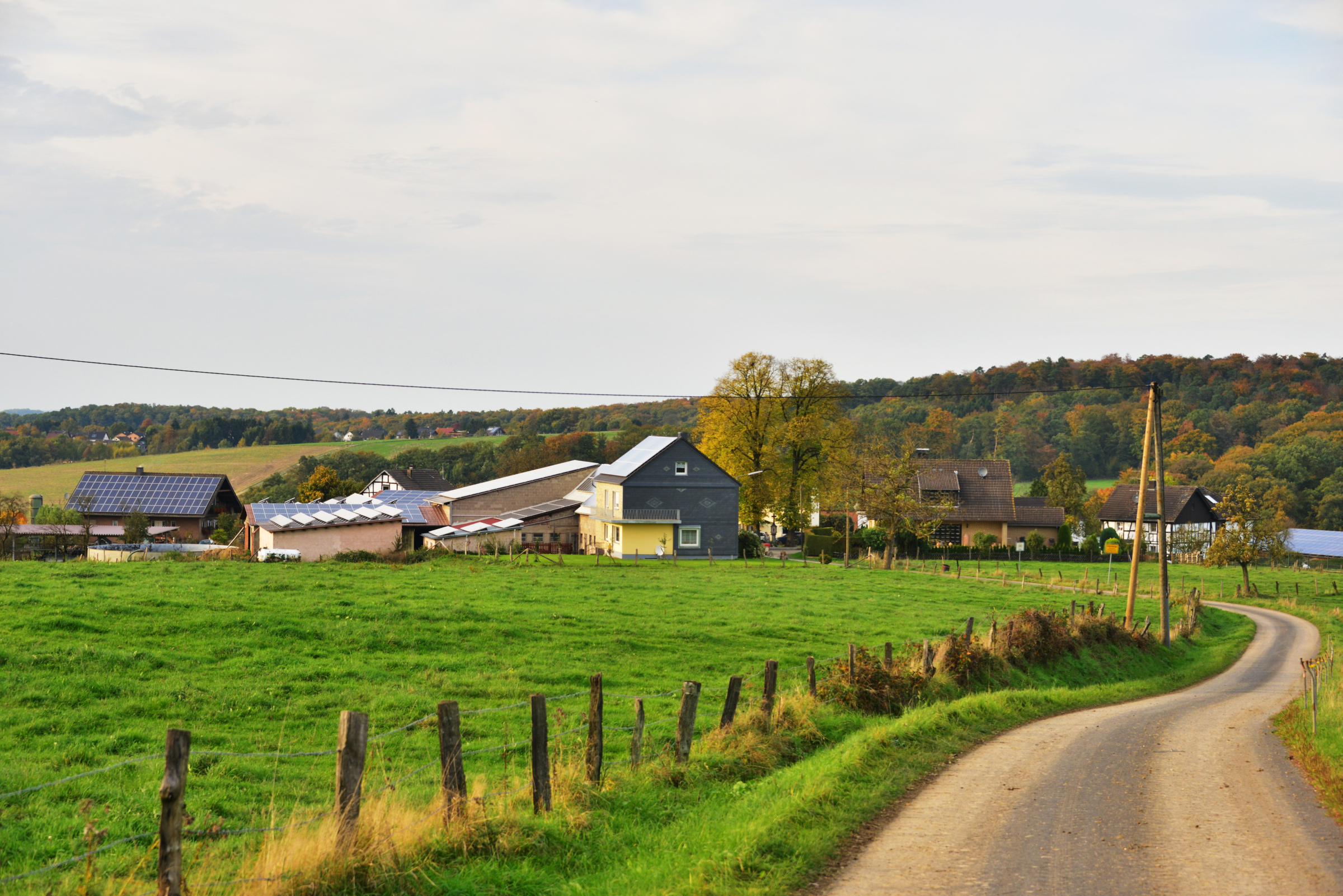
Blick über Schmitzdörfgen

## Geschichte
1712 lebten hier 11 Haushalte mit 57 Seelen: Bertram Krey, Bertram Hatterscheid, Wilhelm Hoscheidts, Garard Schonauer, Johannes Griffroth, Philip Schwarz, Wittwe Derenbachs, Wittwe Peter Derenbachs, Diderich Griffroth und Wittwe Bertram Griffroth.
1809 hatte der Ort 60 katholische Einwohner.
1910 waren für Schmitzdörfgen die Haushalte Ackerer Adolf Baum, Ackerin Witwe Wimar Baum, Ackerer Anton Fuchs, Ackerer Peter Halber, Ackerer Johann Patt, Brothändler Heinrich Josef Peters sowie die Ackerer Peter und Josef Schmitt verzeichnet. Das Dorf war also rein landwirtschaftlich geprägt.
Im Jahr 2012 belief sich die Einwohnerzahl auf 33, diese verteilten sich auf 12 Haushalte.